# Kim Ojo
Kim Ojo (* 2. Dezember 1988 in Warri) ist ein ehemaliger nigerianischer Fußballspieler.

## Leben
Ojo ging zu Beginn des Jahres 2008 von seinem Heimatverein Plateau United zum Nybergsund IL-Trysil, mit dem er drei Jahre lang in der norwegischen Adeccoligaen spielte. Zum Spieljahr 2011 wechselte Kim Ojo zu Brann Bergen in die erstklassige Tippeligaen. Hier konnte er zu den erfolgreichsten Stürmern und Torschützen der Liga aufsteigen, was ihm 2013 einen Vertrag bei KRC Genk in Belgien einbrachte, wo Ojo sich allerdings nicht fest etablieren konnte.
Nach Stationen in Norwegen, Belgien, Ungarn und Dänemark beendete Ojo im Jahre 2018 seine aktive Spielerkarriere.